# Nobel Oil Group

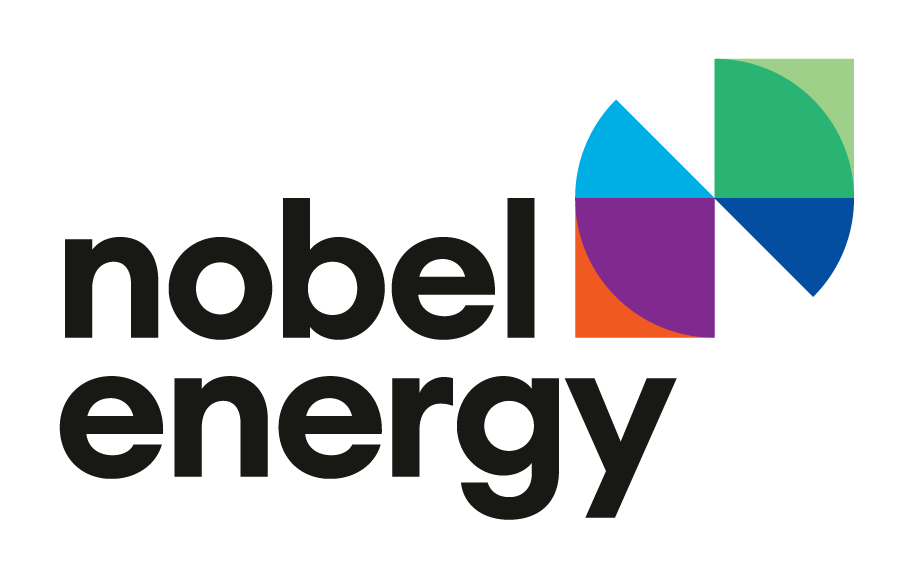
Logótipo da empresa.

Nobel Energy (antigamente Nobel Oil Group) é uma companhia energética azeri sediada em Baku, parte da NEQSOL Holding. Apesar de a sua operação se concentrar principalmente no Azerbaijão e no mar Cáspio, a Nobel Energy tem também operações em vários outros países, como a Turquia, e a Índia.

## História
A companhia foi estabelecida em 2005, por Nasib Hasanov.

## Projetos
Em 2024, a Nobel Energy assinou um acordo com o ministério da energia do Azerbaijão para a construção de uma central de energia solar no distrito de Jabrayil.